# Мальва
Ма́льва, или Просви́рник (лат. Málva), — род травянистых растений семейства Мальвовые (Malvaceae), типовой род этого семейства.
Культивируемые повсеместно декоративные растения, в просторечии называемые «мальвами», обычно относятся к роду Штокроза (Alcea) — другому роду этого же семейства.

## Название
Мальва, от латинского malva, (-ae), термин, употреблявшийся в Древнем Риме для обозначения различных видов мальвы, в основном мальвы обыкновенной (Malva sylvestris), но также «алтея» (Althaea officinalis) и «мальвы древовидной» (Malva arborea). Подробно описана с указанием её многочисленных достоинств и свойств Плинием Старшим в его «Естественной истории» (20, LXXXIV).

## Ботаническое описание

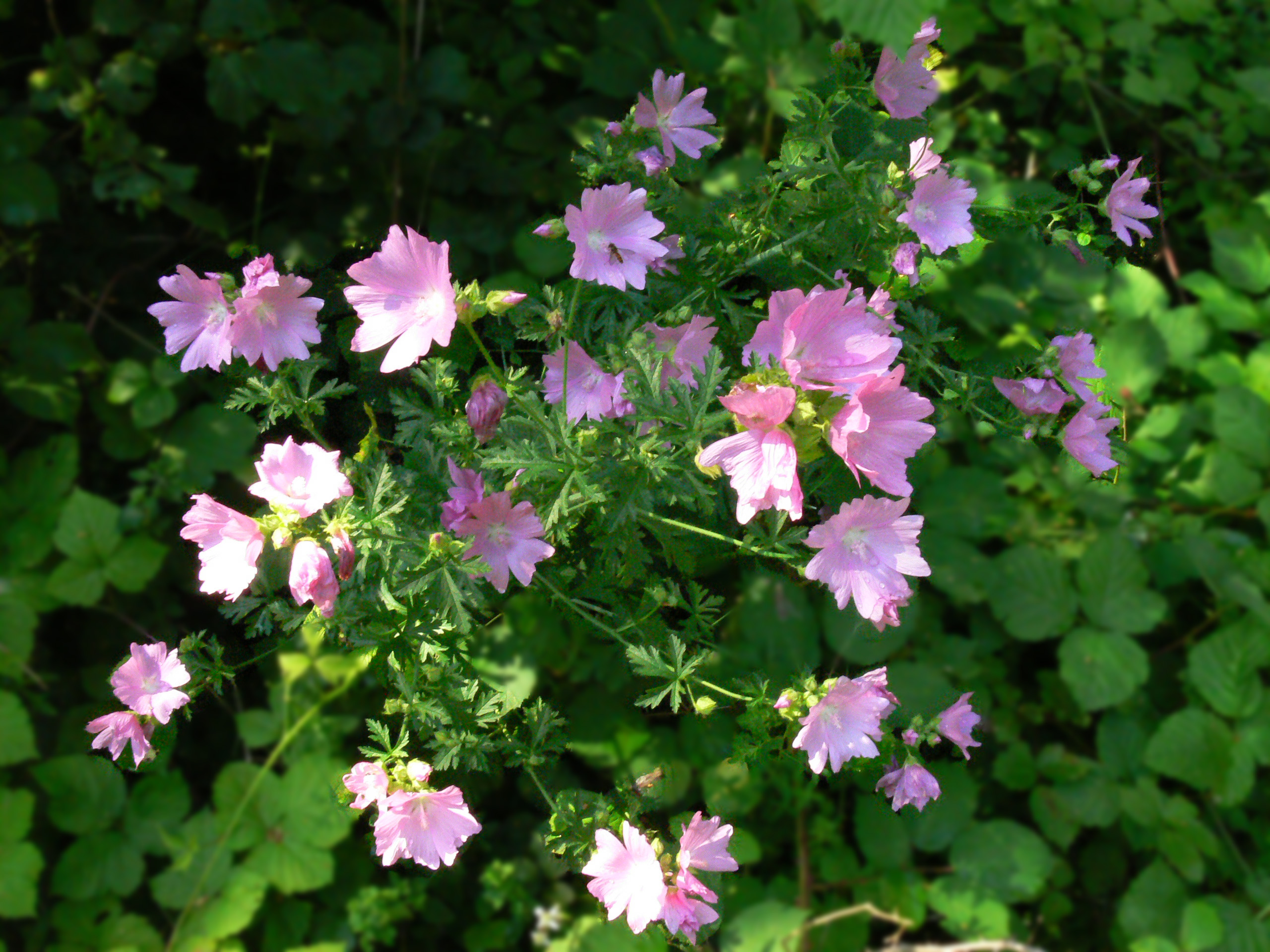
Мальва шток-розовая

Мальва — однолетние, реже двух- и многолетние травянистые растения, с лежащим, восходящим или прямым стеблем, сначала пушистоволосистым, а позже голым, высотой 30—120 см.
Листья — черешковые, округло-сердцевидные, с пятью — семью лопастями, или надрезанные, опушённые.
Цветки по одному — пяти в пазухах листьев; у весьма немногих видов соцветия — кисти. Лепестки глубоковыемчатые, продолговато-обратнояйцевидные, розовые, с тремя тёмными продольными полосками. Цветёт с июня по август.
Корни длинные, разветвлённые.
Плод — схизокарпий.

## Распространение и экология

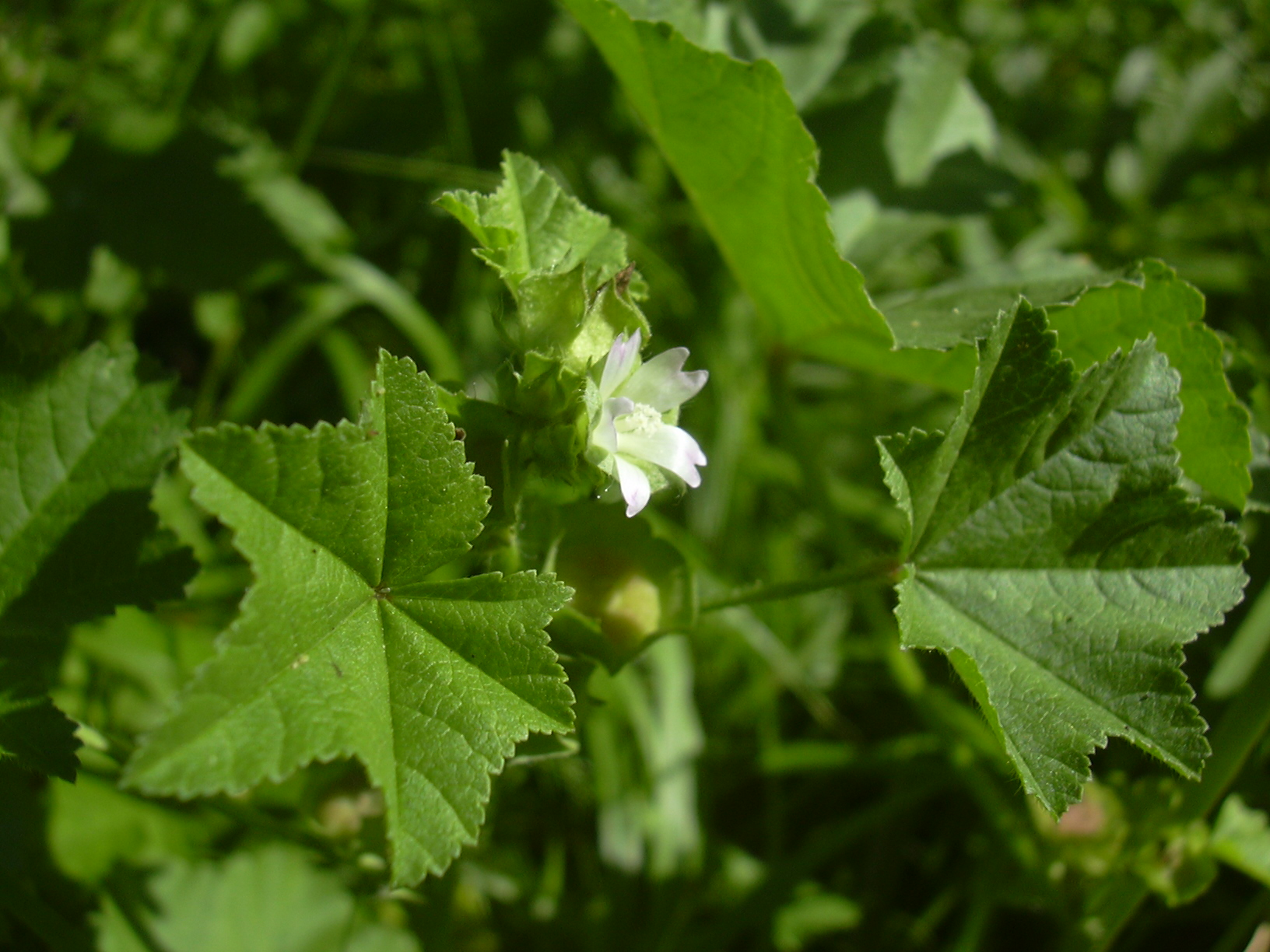
Мальва мелкоцветковая

Около 25 видов этого рода, растущие в умеренном, субтропическом и тропическом климате Европы, Азии, Северной Африки, Северной и Южной Америки, характеризуются прежде всего тем, что подчашие у них трёхлистное, чашечка пятираздельная, лепестков пять и гинецей, состоящий из множества плодолистиков; завязь многогнёздная, в каждом гнезде по одной семяпочке; плод распадается на семянки. Растёт в лесах, а также повсеместно на сорных местах, на склонах, в огородах, около заборов, дорог, жилищ; сорняк. Культивируется как декоративное растение.

## Классификация

### Таксономическое положение
- Malva L., 1753, Sp. Pl. : 687

Род Мальва относится к семейству Мальвовые (Malvaceae) порядка Мальвоцветные (Malvales), последовательно входящего в клады Мальвиды → Розиды → Суперрозиды → Эвдикоты → Цветковые растения. Таксономическая схема в соответствии с Системой APG IV по состоянию на декабрь 2023 года:
|  |                          |  |                                   |                                   |                     |  | еще 9 семейств |             |             |                                                               |
|  |                          |  |                                   |                                   |                     |  |                |             |             | 65 подтвержденных видов и 94 таксона, ожидающих подтверждения |
|  |                          |  |                                   | порядок Мальвоцветные             |                     |  |                |             | род Мальва  |                                                               |
|  |                          |  |                                   | порядок Мальвоцветные             |                     |  |                |             | род Мальва  |                                                               |
|  | клада Цветковые растения |  |                                   |                                   | семейство Мальвовые |  |                |             |             |                                                               |
|  | клада Цветковые растения |  |                                   |                                   |                     |  |                |             |             |                                                               |
|  |                          |  | ещё 63 порядка цветковых растений | ещё 63 порядка цветковых растений |                     |  |                | еще 251 род | еще 251 род |                                                               |
|  |                          |  |                                   | ещё 63 порядка цветковых растений |                     |  |                |             | еще 251 род |                                                               |

## Виды
- Malva × clementii (Cheek) Stace
- Malva × columbretensis (Juan & M.B.Crespo) Juan & M.B.Crespo
- Malva × inodora Ponert
- Malva acerifolia (Cav.) Alef.
- Malva adulterina Wallr.
- Malva aegyptia L.
- Malva aethiopica C.J.S.Davis
- Malva agrigentina (Tineo) Soldano, Banfi & Galasso
- Malva alcea L.
- Malva arborea (L.) Webb & Berthel.
- Malva arbosii Sennen
- Malva assurgentiflora (Kellogg) M.F.Ray
- Malva bucharica Iljin
- Malva cachemiriana (Cambess.) Alef.
- Malva canariensis M.F.Ray
- Malva caschmireana (Cambess.) Alef.
- Malva cavanillesiana Raizada
- Malva cretica Cav.
- Malva durieui Spach ex Fenzl
- Malva egarensis Cadevall
- Malva erecta Gilib.
- Malva flava (Desf.) Alef.
- Malva hispanica L.
- Malva intermedia Boreau
- Malva leonardii I.Riedl
- Malva lindsayi (Moran) M.F.Ray
- Malva litoralis Dethard. ex Rchb.
- Malva longiflora (Boiss. & Reut.) Soldano, Banfi & Galasso
- Malva ludwigii (L.) Soldano, Banfi & Galasso
- Malva lusitanica (L.) Valdés
- Malva maroccana (Batt. & Trab.) Verloove & Lambinon
- Malva microphylla (Baker f.) Molero & J.M.Monts.
- Malva moschata L. — Мальва мускусная
- Malva multiflora (Cav.) Soldano, Banfi & Galasso
- Malva neglecta Wallr. — Мальва незамеченная
- Malva nicaeensis All.
- Malva oblongifolia (Boiss.) Soldano, Banfi & Galasso
- Malva occidentalis (S.Watson) M.F.Ray
- Malva olbia Alef.
- Malva oxyloba Boiss.
- Malva pacifica M.F.Ray
- Malva pamiroalaica Iljin
- Malva parviflora L. — Мальва мелкоцветковая
- Malva phoenicea Alef.
- Malva preissiana Miq.
- Malva punctata (All.) Alef.
- Malva pusilla Sm. — Мальва маленькая
- Malva qaiseri Abedin
- Malva setigera K.F.Schimp. & Spenn.
- Malva stenopetala (Coss. & Durieu ex Batt.) Soldano, Banfi & Galasso
- Malva stipulacea Cav.
- Malva subovata (DC.) Molero & J.M.Monts.
- Malva sylvestris L. typus — Мальва лесная
- Malva tetuanensis Pau
- Malva thuringiaca Vis. - Хатьма тюрингенская
- Malva tournefortiana L.
- Malva transcaucasica Sosn.
- Malva trimestris (L.) Salisb.
- Malva unguiculata Alef.
- Malva valdesii (Molero & J.M.Monts.) Soldano, Banfi & Galasso
- Malva verticillata L.* Malva verticillata L. — Мальва мутовчатая*Malva vidalii (Pau) Molero & J.M.Monts.
- Malva waziristanensis Blatt.
- Malva weinmanniana (Besser ex Rchb.) Conran
- Malva xizangensis Y.S.Ye, L.Fu & D.X.Duan

В средней России встречаются дикорастущие виды Malva alcea, Malva pusilla, Malva verticillata, Malva sylvestris и другие; некоторые из них находят различное применение в народной медицине.

### Синонимы
- Anthema Medik.
- Axolopha (DC.) Alef.
- Bismalva Medik.
- Dinacrusa G.Krebs
- Lavatera L.
- Navaea Webb & Berthel.
- Olbia Medik.
- Saviniona Webb & Berthel.
- Stegia DC.

## В астрономии
В честь мальвы назван астероид (1072) Мальва, открытый в 1926 году немецким астрономом Карлом Райнмутом в Гейдельбергской обсерватории